# Nouvelle Philosophie
Mit Nouvelle Philosophie (oft wird auch von den neuen Philosophen gesprochen) bezeichnet man eine Gruppe französischer Intellektueller um André Glucksmann, Alain Finkielkraut, Bernard-Henri Lévy, Pascal Bruckner, Jean-Marie Benoist, Jean-Paul Dollé, Michel Guérin, Christian Jambet und Gilles Susong. Die Strömung wird nach dem Titel eines Heftes der Zeitschrift Les Nouvelles littéraires bezeichnet, das im Juni 1976 erschien und dessen Redaktion von Jean-Marie Borzeix dem jungen Bernard-Henri Lévy übertragen worden war.
Die Vertreter der Strömung, die sich teils aus der existenzialistischen und der Foucault-Schule, teils auch aus dem maoistischen Lager rekrutierten, hatten sich unter dem Einfluss von Alexander Solschenizyn zum Antitotalitarismus bekannt. Sie traten in den 1970er Jahren mit einer Kritik an „linkslastigen“ Philosophen an, unter ihnen Jean-Paul Sartre und verschiedene Poststrukturalisten. Diese „linken“ Philosophen stellten – so die Kritik der neuen Philosophen – gemeinschaftliche und ideologische Ideale über humanistische Gesichtspunkte, insbesondere über den Gesichtspunkt des Individuums. Sie seien derselben antihumanistischen Tradition zuzuordnen wie Friedrich Nietzsche und Martin Heidegger. 
Kennzeichen der neuen Philosophen, die vor allem als polemische Essayisten und Literaten wirken, ist ein grundsätzlicher Vorbehalt gegen Argumente „von links“. Deren Vertreter würden die Autorität „linker“ Traditionen und ihre Verantwortung für die Politik prinzipiell zu hoch einschätzen, insbesondere was das geistige Erbe des Linkshegelianismus und von Karl Marx betreffe. Dass der (französische) Intellektuelle ein „links“ eingestellter Denker sein müsse, wie dies Jean-Paul Sartre oder Michel Foucault manifestieren, sei nicht nur ein verbreitetes Stereotyp, sondern ein haltloses Klischee. 

## Positionen zum Multikulturalismus und Islamismus
In der jüngeren Zeit richtete sich die Kritik der neuen Philosophen einerseits gegen die Indifferenz, welche die „Linke“ den humanitären Bedürfnissen von Mitgliedern anderer Kulturen entgegenbringe. So wendet sich Finkielkraut gegen einen „Kulturrassismus“, der sich nicht mehr biologistischer Argumente bediene, sondern eine Ungleichwertigkeit der Kulturen annehme. Diese Entwertung fremder Kulturen sei eine westliche Erfindung. Insbesondere die diesbezügliche Polemik von Pascal Bruckner und Paul Cliteur wurde international rezipiert. 
Andererseits kritisieren Vertreter der Strömung die Idealisierung des Multikulturalismus durch europäische Intellektuelle. Lévy entwickelte sich zu einem Kritiker des von ihm so bezeichneten „Islamofaschismus“. In L'Empire et les cinq rois wirft Lévy den Amerikanern vor, die Welt den Russen, Chinesen, Türken, dem Iran und dem sunnitischen Islam zu überlassen. Nur die USA und Israel könnten diese Mächte in Schach halten. Bruckner wirft der Linken vor, dass sie den Kapitalismus durch Reformen gestärkt und seine ökonomischen Prioritäten, den Kern der Warenproduktion nicht angerührt habe.

## Kritik
Die Bewegung wurde vehement kritisiert. François Aubral und Xavier Delcourt sprechen von einem medialen Phänomen, einer pub-philosophie, die von Bernard-Henri Lévy mit dem Ziel der Absatzförderung der von ihm geleiteten Reihen im Verlag Grasset initiiert worden sei. Ihre Philosophie sei leer („vacuité“).
Gilles Deleuze sprach von einer Rückkehr „großer Konzepte“ im Rahmen vereinfachter dualistischer Gegenüberstellungen – etwas, gegen das seine eigene Generation mit guten Gründen gekämpft habe. Die Äußerungen der neuen Philosophen seien leere Beschwörungen: DER Glaube, DAS Gesetz, DIE Welt, und sie seien selbstbezogen: Ich als Angehöriger der verlorenen Generation, des Mai '68, ich als Christ, ich als Zeitzeuge sage euch... (so Lévy in Die Barbarei mit menschlichem Antlitz, das mit dem Satz beginnt: „Ich bin das uneheliche Kind eines teuflischen Paars, des Stalinismus und des Faschismus“). Die neuen Philosophen hätten keine neue philosophische Schule begründet, was ansonsten in Frankreich eine lange Tradition mit ausgesprochen autoritären und inquisitorischen Nebeneffekten hatte; sie seien literarische Selbstvermarkter. Ihr Werk sei von Journalisten und vom Fernsehen auf der Suche nach „Ereignissen“ aufgewertet worden. Sie seien Konformisten und lebten von den Märtyrern und „Kadavern“ der stalinistischen und anderer Gewalttaten. „Ihr Denken ist Null.“
Jürg Altwegg konstatiert, dass der Antitotalitarismus der neuen Philosophen nur den Marxismus ersetzt habe. Der sog. Islamtotalitarismus sei eine neue Variante davon. Es gehe darum, die neuen Tyrannen „prophylaktisch zu bekriegen, um Genozide zu vermeiden. Im ersten Golfkrieg wurde [...] Saddam Hussein mit Hitler gleichgesetzt; er hatte die Kurden mit Gas bekämpft. Auch die Bomben gegen seinen nächsten Wiedergänger, Milošević, fielen im Namen der Vergangenheitsbewältigung: zur Verhinderung ethnischer Säuberungen in Bosnien. Gleichzeitig allerdings ignorierten die antitotalitären Intellektuellen den realen Genozid in Ruanda, bei dem die Mitverantwortung ihres eigenen Landes unbestritten ist.“ Lévy habe den Krieg gegen Libyen aktiv propagiert, habe bei Sarkozy dafür geworben, „und er bekam ihn“. Altwegg prognostiziert, das keines der Werke Lévys, die an aktuelle Umstände gebunden waren, Lévy überleben werde.